# Il Ristorante
Il Ristorante (stylisé il Ristorante) est une chaîne française de restauration spécialisée dans les pizzas et autres mets italiens.

## Histoire
Le premier restaurant : IL RISTORANTE a ouvert ses portes début juillet 2006 sur la zone commerciale de Quétigny (21). Le restaurant est implanté à proximité d'un multiplexe cinématographique et d'une jardinerie. La surface du restaurant est de 630 m².En août 2021, le restaurant de spécialités ouvre son deuxième établissement en Lorraine, à Jouy-aux-Arches, en Moselle, sur la ZAC Actisud près de Metz. En septembre la même année, un établissement de l'enseigne est prévu pour ouvrir à Dury, au sud d'Amiens. L'enseigne prévoyait déjà 5 ouvertures d'ici la fin de l'année.
Début 2023, l'enseigne compte 28 restaurants sur tout le territoire français .